# Richard P. Brent
Richard Peirce Brent (* 20. April 1946 in Melbourne) ist ein australischer Mathematiker (Numerische Mathematik) und Informatiker.

## Leben
Brent studierte an der Monash University (Bachelor in Mathematik 1968) und der Stanford University (Master-Abschluss 1970 in Informatik), wo er 1971 bei George E. Forsythe (1917–1972) und Gene H. Golub in Numerischer Mathematik promovierte (Algorithms for finding zeros and extrema of functions without calculating derivatives). Außerdem erwarb er 1998 einen Master-Abschluss an der Oxford University und 1981 einen Doktortitel (D.Sc.) an der Monash University in Informatik. Als Post-Doc war er 1971/72 bei IBM in Yorktown Heights. Von 1972 bis 1976 war er Forscher am Computer Center der Australian National University (ANU), wo er ab 1978 Professor für Informatik war und ab 1985 das Computer Science Lab leitete. Von 1998 bis 2005 war er Professor für Informatik an der University of Oxford und Fellow des St Hugh’s College. Seit 2005 ist er Australian Research Council (ARC) Fellow an der ANU am ARC Centre of Excellence for Mathematics and Statistics of Complex Systems. Er war unter anderem Gastprofessor in den 1970er Jahren an der Stanford University, an der Carnegie Mellon University und der University of California, Berkeley sowie 1997 in Harvard.
1963 erhielt er den australischen BHP-Preis. Seit 1982 ist er Mitglied der Australischen Akademie der Wissenschaften, deren Hannan Medaille er 2005 erhielt. 1984 erhielt er die Medaille der Australischen Mathematischen Gesellschaft. Er ist Fellow der British Computer Society und der Association for Computing Machinery (ACM).

## Werk
Brent beschäftigt sich mit Komplexitätstheorie, Algorithmischer Zahlentheorie, Analyse von Algorithmen, neuronalen Netzen, Zufalls-Algorithmen, Arithmetik hoher Genauigkeit, Zufallszahlengeneratoren, parallelem und verteiltem Rechnen und Kryptographie.
Beispielsweise beschäftigte er sich mit der Berechnung der Nullstellen der Riemannschen Zetafunktion (und zeigte, dass die ersten 75 Millionen Nullstellen auf der kritischen Geraden liegen) und faktorisierte mit John M. Pollard die achte Fermatzahl und 1999 die zehnte und die elfte 1988 (beide mit Hendrik Lenstras Elliptischer Kurven Faktorisierungsmethode). Ein von ihm 1973 publizierter Algorithmus (Brent-Verfahren) zur numerischen Bestimmung von Nullstellen von Funktionen ist nach ihm benannt. 1975 fand er unabhängig von Eugene Salamin den Brent-Salamin Algorithmus zur Bestimmung von Pi (mit einem Verfahren, das auf Carl Friedrich Gauß und Legendre zurückgeht und das arithmetisch-geometrische Mittel verwendet), und zeigte außerdem, dass die elementaren Funktionen (wie Sinus, Kosinus, Logarithmus) in hoher Genauigkeit mit derselben Komplexität wie Pi ausgewertet werden können. Seine Sammlung von Fortran-Routinen MP (1978) zum numerischen Rechnen und zur Auswertung der Elementarfunktionen mit wählbarer hoher Genauigkeit wurde viel genutzt, weil sie frei zugänglich war und bei zunehmender Stellenzahl besonders effizient. 1980 fand er mit Edwin McMillan einen neuen Algorithmus zur Bestimmung der Euler-Mascheroni-Konstante mit Hilfe von Besselfunktionen.
Zuletzt arbeitete er gemeinsam mit Paul Zimmermann an einem Buch über moderne Computer-Arithmetik, dessen Vorabversion online abgerufen werden kann.

## Schriften
- Algorithms for minimization without derivatives, Prentice-Hall 1973, ISBN 0-13-022335-2; Dover Publications 2002, ISBN 0-486-41998-3.
- mit Paul Zimmermann: Modern computer arithmetic. (Cambridge Monographs on Applied and Computational Mathematics, No. 18) Cambridge University Press 2010, ISBN 0-521-19469-5.